# Helen Clark
Helen Elizabeth Clark, ONZ SSI (sinh ngày 26 tháng 2 năm 1950) là một chính trị gia New Zealand, từng là Thủ tướng Chính phủ lần thứ 37 của New Zealand phục vụ ba nhiệm kỳ liên tiếp 1999-2008. Bà là người phụ nữ đầu tiên được bầu vào chức vụ này trong một cuộc tổng tuyển cử, và là người thứ năm phục vụ dài nhất nắm giữ chức vụ đó. Bà đã làm quản trị viên của Chương trình Phát triển Liên Hợp Quốc (UNDP), vị trí cao thứ ba của Liên Hợp Quốc, kể từ năm 2009.